# Gran Premi del Canadà del 1985

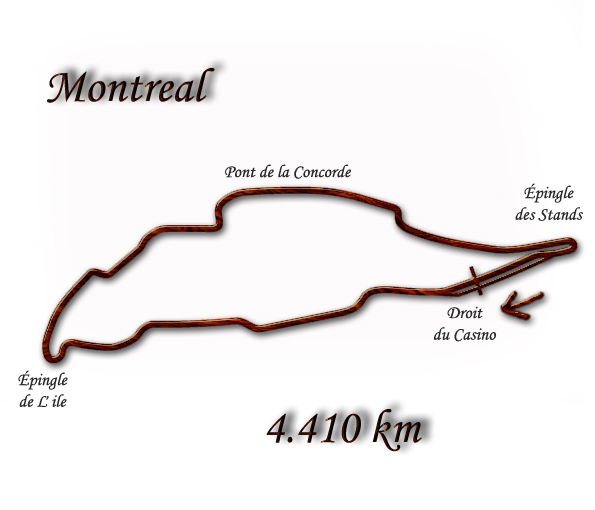
Mapa del circuit Gilles Villeneuve.

Resultats del Gran Premi del Canadà de Fórmula 1 de la temporada 1985, disputat al circuit urbà de Gilles Villeneuve a Mont-real el 16 de juny del 1985.

## Resultats de la cursa
| Pos | No | Pilot              | Equip                    | Voltes | Temps/ Retir.    | Pos. de sort. | Punts |
| --- | -- | ------------------ | ------------------------ | ------ | ---------------- | ------------- | ----- |
| 1   | 27 | Michele Alboreto   | Ferrari                  | 70     | 1h 46' 02" 1     | 3             | 9     |
| 2   | 28 | Stefan Johansson   | Ferrari                  | 70     | + 1.957 s        | 4             | 6     |
| 3   | 2  | Alain Prost        | McLaren - TAG            | 70     | + 4.341 s        | 5             | 4     |
| 4   | 6  | Keke Rosberg       | Williams - Honda         | 70     | + 27.821 s       | 8             | 3     |
| 5   | 11 | Elio de Angelis    | Lotus - Renault          | 70     | + 43.349 s       | 1             | 2     |
| 6   | 5  | Nigel Mansell      | Williams - Honda         | 70     | + 1' 17.878 min. | 16            | 1     |
| 7   | 15 | Patrick Tambay     | Renault                  | 69     | + 1 Volta        | 10            |       |
| 8   | 26 | Jacques Laffite    | Ligier - Renault         | 69     | + 1 Volta        | 19            |       |
| 9   | 18 | Thierry Boutsen    | Arrows - BMW             | 68     | + 2 Voltes       | 7             |       |
| 10  | 22 | Riccardo Patrese   | Alfa Romeo               | 68     | + 2 Voltes       | 13            |       |
| 11  | 4  | Stefan Bellof      | Tyrrell - Ford           | 68     | + 2 Voltes       | 23            |       |
| 12  | 3  | Martin Brundle     | Tyrrell - Ford           | 68     | + 2 Voltes       | 24            |       |
| 13  | 17 | Gerhard Berger     | Arrows - BMW             | 67     | + 3 Voltes       | 12            |       |
| 14  | 25 | Andrea de Cesaris  | Ligier - Renault         | 67     | + 3 Voltes       | 15            |       |
| 15  | 8  | Marc Surer         | Brabham - BMW            | 67     | + 3 Voltes       | 20            |       |
| 16  | 12 | Ayrton Senna       | Lotus - Renault          | 65     | + 5 Voltes       | 2             |       |
| 17  | 23 | Eddie Cheever      | Alfa Romeo               | 64     | + 6 Voltes       | 11            |       |
| Ret | 29 | Pierluigi Martini  | Minardi - Motori Moderni | 57     | Accident         | 25            |       |
| Ret | 1  | Niki Lauda         | McLaren - TAG            | 37     | Motor            | 17            |       |
| Ret | 24 | Piercarlo Ghinzani | Osella - Alfa Romeo      | 35     | Motor            | 22            |       |
| Ret | 10 | Philippe Alliot    | RAM - Hart               | 28     | Accident         | 21            |       |
| Ret | 16 | Derek Warwick      | Renault                  | 25     | Accident         | 6             |       |
| Ret | 9  | Manfred Winkelhock | RAM - Hart               | 5      | Accident         | 14            |       |
| Ret | 19 | Teo Fabi           | Toleman - Hart           | 3      | Turbo            | 18            |       |
| Ret | 7  | Nelson Piquet      | Brabham - BMW            | 0      | Transmissió      | 9             |       |

## Altres
- Pole: Elio de Angelis 1' 24. 567
- Volta ràpida: Ayrton Senna 1' 27. 445 (a la volta 45)